# Techniker für Heizungs-, Lüftungs- und Klimatechnik
Techniker für Heizungs-, Lüftungs- und Klimatechnik ist ein Beruf. Die internationale Berufsbezeichnung lautet State certified Engineer HVAC („Heating, Ventilation and Air Conditioning“).
Techniker für Heizungs-, Lüftungs- und Klimatechnik planen, berechnen und projektieren versorgungstechnische Anlagen aus den Bereichen Heizung, Sanitär, Lüftung und Klima. Weiterhin können sie in der Kundenberatung und im Vertrieb eingesetzt werden.

## Ausbildung
Um die geschützte Berufsbezeichnung Staatlich geprüfter Techniker für Heizungs-, Lüftungs- und Klimatechnik führen zu dürfen, muss man einen entsprechenden Weiterbildungsstudiengang an einer Technikerschule absolviert und das Staatsexamen bestanden haben.

### Zugangsvoraussetzungen
Um an dem Weiterbildungsstudiengang teilnehmen zu können, muss man eine Berufsausbildung als technischer Zeichner mit Fachrichtung Sanitär-, Heizungs- und Klimatechnik mit Erfolg abgeschlossen haben und über ein Jahr Berufserfahrung verfügen, auf die die Zeit der Berufsausbildung jedoch nicht angerechnet wird. Ebenfalls zugangsberechtigt sind ausgebildete Zentralheizungs- und Lüftungsbauer, Gas- und Wasserinstallateure sowie Anlagenmechaniker für Sanitär-, Heizungs- und Klimatechnik, die über einen Gesellenabschluss und ebenfalls ein Jahr Berufserfahrung (Gesellenjahr) verfügen. Alternativ zum Gesellenabschluss kann auch der Nachweis von mindestens sieben, in NRW fünf, Jahren der Berufstätigkeit als Helfer in einem der genannten Berufe als Zugangsberechtigung ausreichen.

### Dauer und Förderung
Der Studiengang umfasst insgesamt mindestens 2.400 Unterrichtsstunden und kann sowohl in Vollzeit absolviert werden (vier Semester) wie auch in Teilzeit (sieben bis acht Semester) oder als Fernlehrgang mit flexibler Zeiteinteilung. Die meisten Technikerschulen sind Berufskollegs oder berufliche Fachschulen, jedoch gibt es auch private Organisationen, die diesen Weiterbildungsstudiengang anbieten. An staatlichen Schulen durchgeführt ist der eigentliche Studiengang meist kostenfrei, jedoch fehlt gerade in der Vollzeitform das Einkommen. Das Aufstiegsfortbildungsförderungsgesetz unterstützt die angehenden Techniker durch Kostenübernahme oder durch ein zinsgünstiges Darlehen.

### Ausbildungsinhalte
Neben den fachbezogenen Ausbildungsinhalten werden auch viele fachübergreifende Unterrichtsinhalte vermittelt, die wichtig sind um, neben den rein fachlichen Kompetenzen, auf einer beruflichen Ebene mit Ingenieuren mithalten zu können.
Zu den fachbezogenen Fächern gehören u. a.:
- Heizungstechnik
- Klimatechnik
- Heizlast- und Kühllastberechnung
- Energietechnik
- Automatisierungstechnik
- Bauphysik
- Baurecht
- Projektplanung und -steuerung
- CAD (z. B. AutoCAD)

Weiterhin wird im fachübergreifenden Bereich vermittelt:
- Entwicklungsverfahren
- Konstruktionstechnik
- Englisch
- Kommunikation
- Soziologie/Politik

### Projektarbeit
Im Rahmen des Studiums muss eine Projektarbeit erstellt werden. Diese kann entweder eine wissenschaftliche Arbeit auf dem Niveau von Diplomarbeiten sein oder aber eine vollständige Planung der Haustechnik für ein vorgegebenes Gebäude, zu der sämtliche notwendige Berechnungen erstellt werden müssen. Im Gegensatz zu Diplomarbeiten an Universitäten und Fachhochschulen können diese Projektarbeiten in Partner- oder Teamarbeit erstellt werden. Thema und Bewertung der Projektarbeit werden auf dem Abschlusszeugnis aufgeführt.

### Staatsexamen
Der Weiterbildungsstudiengang endet mit einem Staatsexamen, welches sich aus drei Prüfungen zusammensetzt, die verschiedene Schwerpunkte aus der Fachausbildung abdecken müssen. Hierbei können mehrere Fachbereiche in einer Examensarbeit kombiniert werden, also z. B. Klimatechnik mit Regelungstechnik. Zum Bestehen des Staatsexamens muss der Gesamtnotenschnitt aus allen drei Staatsprüfungen 4,0 oder besser sein, wobei nur eine Leistung mit „mangelhaft“ bewertet sein darf. Die Vornoten aus den vorhergegangenen Semestern werden nicht mehr ins Prüfungsergebnis eingerechnet bzw. einbezogen. Sie sind nur ausschlaggebend für die Prüfungszulassung. Das Staatsexamen wird als Einzelleistung gewertet.

## Berufsleben
Nach der Ausbildung können staatlich geprüfte Techniker für Heizungs-, Lüftungs- und Klimatechnik sehr vielseitig eingesetzt werden. So findet man sie sowohl in ausführenden Unternehmen als Fach- und Führungskräfte, als auch in der Industrie und in beratenden Ingenieurbüros als Planer und Bauleiter. Hier führen sie technische Berechnungen aus, erstellen Ausführungs- und Revisionspläne und beaufsichtigen die Arbeiten auf der Baustelle. Auch im Vertrieb von erklärungsbedürftigen technischen Produkten sind sie problemlos einsetzbar, da sie durch ihr theoretisches Fachwissen in Kombination mit ihrer Praxiserfahrung sowohl die technischen Details gut erläutern können, andererseits aber auch die Vor- und Nachteile des eigenen Produktes in der Praxis erkennen und vermitteln können. Obwohl die Qualifikation eines staatlich geprüften Technikers zwischen Meister und Ingenieur einzuordnen ist, werden Techniker dieser Fachrichtung in der Praxis meistens gleichwertig zu einem Dipl.-Ing. (FH) angesehen und eingestuft. Dies liegt darin begründet, dass Ingenieure zwar aufgrund ihrer Ausbildung tiefer gehendes Fachwissen besitzen als Techniker, dieses aber in der Praxis nur zu einem kleinen Teil benötigen und einsetzen. Techniker können ihre „Wissenslücken“ oftmals durch ihre praktischen Erfahrungen ausgleichen und können nach mehrjähriger beruflicher Praxis (als Techniker, Anm. des Autors) genauso arbeiten, wie ein diplomierter Ingenieur es kann. Hinzu kommt der Umstand, dass im Bereich der Versorgungstechnik momentan ein eklatanter Mangel an Fachkräften herrscht, so dass viele Stellen, die eigentlich für einen Ingenieur vorgesehen sind, mit einem Techniker besetzt werden.

### Unternehmensführung
Da der Techniker von der Qualifikation über dem Meister anzusiedeln ist, haben staatlich geprüfte Techniker grundsätzlich die Möglichkeit, sich in die Handwerksrolle eintragen zu lassen und einen entsprechenden Fachbetrieb zu führen. Es kann jedoch vorkommen, dass Gas- und Wasserversorger die Qualifikation nicht anerkennen, da sowohl für Arbeiten an Gas- als auch an Trinkwasserleitungen eine entsprechende Qualifikation im Sanitärbereich erforderlich ist. Ein „Heizungstechniker“ muss dann beim Versorger eine entsprechende Sachkundeprüfung ablegen, um die Anerkennung als Fachunternehmer (und somit die Berechtigung an diesen Anlagen zu arbeiten) zu erlangen.

### Weiterbildungsmöglichkeiten
Ein Techniker in diesem Bereich kann sich beispielsweise zum Energieberater, Geprüfter Technischer Betriebswirt oder zum Bausachverständigen weiterbilden.
Es ist ebenfalls möglich, dass sich ein Techniker nach einer mindestens 15-jährigen Ingenieurstätigkeit (Sonderfallregelung) zum Europa-Ingenieur (EUR ING) weiter qualifiziert. Dieser private Titel wird von der FEANI in Brüssel verliehen und ist in allen FEANI Staaten als Marke geschützt. Die Anlaufstelle für deutsche Techniker ist der DVT in Berlin.